# Zygmunt Czarnecki (działacz samorządowy)
Zygmunt Czarnecki (ur. 9 kwietnia 1884 w Jeziorach Małych, zm. 27 kwietnia 1939 w Bugaju) – polski działacz samorządowy.

## Życiorys
Urodził się jako syn ziemianina Józefa i Stanisławy z Lipskich. W 1902 ukończył Królewskie Gimnazjum w Ostrowie, a w latach 1902–1906 studiował prawo na uniwersytecie w Heidelbergu, Monachium, a następnie we Wrocławiu. Doktorat z prawa uzyskał w 1907 na Uniwersytecie Wrocławskim za pracę „Notstand und Notwehr”, a następnie odbył praktyki rolnicze w kraju i za granicą. Zarząd nad przekazywanymi mu przez ojca majątkami Bugaj i Koryta objął w 1912. Powołany po wybuchu I wojny światowej do pracy w niemieckiej administracji i otrzymał nominację na starostę turkowskiego (do listopada 1918). Zgłosił się po wybuchu powstania wielkopolskiego do Naczelnej Rady Ludowej i objął w czasie walk starostwo czarnkowskie (1919/20), a następnie w latach 1920–1922 był starostą koźminskim. Kierował w latach 1923–1924 referatem samorządowym w Ministerstwie b. Dzielnicy Pruskiej, a w 1924 powrócił do pracy w swoich majątkach. Do 1939 działał na terenie Wielkopolski w wielu instytucjach i organizacjach gospodarczych. Od 1925 był członkiem, a do 1939 wicemarszałkiem poznańskiego sejmiku wojewódzkiego.
27 listopada 1929 odznaczony Krzyżem Oficerskim Orderu Odrodzenia Polski.
Współzałożyciel Związku Młodych Ziemian, zasiadał we władzach Wielkopolskiego Związku Ziemian.